# Sclerachne
Sclerachne is een geslacht uit de grassenfamilie (Poaceae). De soorten van dit geslacht komen voor in delen van Zuidoost-Azië.

## Soorten
Van het geslacht zijn de volgende soorten bekend: 
- Sclerachne arkansana
- Sclerachne cyathopoda
- Sclerachne pilosa
- Sclerachne punctata